# Bundesamt für Wasserwirtschaft
Das Bundesamt für Wasserwirtschaft (BAW) ist eine österreichische Behörde. Es erarbeitet Entscheidungsgrundlagen zur Lösung wasserwirtschaftlicher Probleme. Es besteht aus der Direktion und den Instituten IGF, IKT, IWB und ÖKO. Der Österreichische Fischereibeirat bedient sich der Infrastruktur des BAW und seines entsprechenden Instituts.
Rechtsgrundlagen der Verwaltungstätigkeit sind Beschlüsse der Bundesregierung sowie wasserbezogene EU-Richtlinien.